# Ратковска Легота
Ратковска Легота (словац. Ratkovská Lehota, угор. Ratkószabadi) — село, громада в окрузі Рімавска Собота, Банськобистрицький край, Словаччина. Кадастрова площа громади — 5,60 км². Населення — 50 осіб (за оцінкою на 31 грудня 2017 р.).
Перша згадка 1413 року.

## Географія
Село розташоване в південно-східній частині Словацьких Рудних гір на терасному плато в західній долині Turca. Висота в центрі села — 288 м, на території громади — від 280 до 503 м над рівнем моря.

## Населення
| Рік:            | 1994. | 2004.    | 2014.    | 2024.    |
| --------------- | ----- | -------- | -------- | -------- |
| Кількість осіб: | 61    | 70       | 57       | 37       |
| Різниця:        |       | +14,75 % | -18,57 % | -35,08 % |

| Рік:            | 2023. | 2024.   |
| --------------- | ----- | ------- |
| Кількість осіб: | 38    | 37      |
| Різниця:        |       | -2,63 % |

## Транспорт
Автошлях 2753 (Cesty III. triedy) Батка (I/16) — Раткова (II/526).

## Пам'ятки
- Римокатолицький костел св. Мікулаша біскупа (єпіскопа) 1909 року будівництва (на місці ранішої споруди).